# مارجريت هيج توماس، فيكونتة روندا الثانية
مارجريت هيج توماس، فيكونتة روندا الثانية (الاسم قبل الزواج توماس 12 يونيو 1883 – 20 يوليو 1958) كانت نَبِيلَة ويلزية، وسيدة أعمال، وناشطة في حق الاقتراع، وكان لها دور مهم في تاريخ حق النساء في التصويت في المملكة المتحدة.

## حياتها المبكرة
ولدت مارجريت هيج توماس في 12 يونيو 1883 في لندن. كان والداها الصناعي والسياسي ديفيد ألفريد توماس، وفيكونت روندا الأول، والدتها سيبيل هيج، وكانت أيضًا مناصرة لحق اقتراع المرأة. في سيرتها الذاتية، كتبت مارجريت أن والدتها «كانت تصلي بحماس لكي تصبح ابنتها الصغيرة نسوية»، وأصبحت بالفعل ناشطة شغوفة بحقوق المرأة.
كانت طفلة وحيدة، نشأت في لانويرن هاوس، بالقرب من نيوبورت، حتى سن 13 عامًا، ذهبت إلى مدرسة داخلية، أولًا في مدرسة نوتينغ هيل الثانوية ثم مدرسة سانت ليوناردز، في سانت أندروز. في أواخر سن المراهقة، خلصت إلى أنه من غير المحتمل أن يكون أي من نصوص الكتاب المقدس صحيحًا، وأنه من المحتمل أنه لم يكن موجودًا. كانت عملية الوصول إلى هذه الاستنتاجات مؤلمة للغاية، ما دفعها إلى حد كبير إلى الاحتفاظ بأفكارها عن الدين لنفسها، خائفة من إحداث نفس الألم للآخرين. في عام 1904، عندما كانت في التاسعة عشرة من عمرها، شغلت مكانًا في كلية سومرفيل بأكسفورد، حيث درست التاريخ. على الرغم من تقديم أساتذتها ملاحظات إيجابية حول تقدمها الأكاديمي، إلا أنها عادت إلى لانويرن للعيش مع عائلتها بعد فصلين دراسيين.

## حق النساء في التصويت
تزوجت من مالك الأرض في نيوبورت همفري ماكوورث في عام 1908 في سن الخامسة والعشرين، وانضمت إلى الاتحاد الاجتماعي والسياسي للمرأة (دابليو إس بّي يو) في ذلك العام وأصبحت سكرتيرة فرع نيوبورت. بين عامي 1908 و 1914، قادت الحملة من أجل حق المرأة في التصويت عبر جنوب ويلز، في كثير من الأحيان إلى اجتماعات معادية وعاصفة. شاركت توماس في مسيرات احتجاجية مع أسرة بانكهرست، وتعرضت للهجوم من قبل حشد قفز على حافة سيارة رئيس الوزراء الليبرالي إتش إتش أسكويث في سانت أندروز. لكنها وجدت أن كونها عضو في حركة حق المرأة في التصويت منحها المغامرة والإثارة والشعور بأنها مفيدة إلى حد ما في تخطيط الأمور.
في يونيو 1913، حاولت توماس إشعال النار في صندوق رسائل البريد الملكي بقنبلة كيميائية كوسيلة لإلهام فرعها دابليو إس بّي يو إلى مزيد من التشدد. أدى ذلك إلى محاكمتها في سيشنز هاو، أوسك، وبعد رفضها دفع غرامة قدرها 10 جنيهات إسترلينية، حكم عليها بقضاء فترة شهر واحد في السجن هناك. أطلق سراحها بعد خمسة أيام فقط من إضرابها عن الطعام.
حصلت توماس على وسام الإضراب عن الطعام «من أجل الشجاعة» من قبل دابليو إس بّي يو.
عندما توفيت ايميلين بانكهرست في يونيو 1928، كانت كيتي مارشال وروزاموند ماسي والليدي روندا من رتب نصبها التذكارية. جمعوا الأموال من أجل شاهد قبرها في مقبرة برومتون وتمثال لها خارج مجلس العموم، والذي كثيرًا ما منعت من دخوله. جُمعت الأموال أيضًا لشراء اللوحة التي رسمتها الزميلة جورجينا براكينبري في حق الاقتراع حتى تُسلم إلى معرض اللوحات القومي. كشف عنها من قبل ستانلي بلدوين في عام 1930.

## الحرب العالمية الأولى وغرق آر إم إس لوسيتانيا
عند اندلاع الحرب العالمية الأولى، قبلت قرار قيادة دابليو إس بّي يو بالتخلي عن حملتها المسلحة من أجل حق الاقتراع. كانت في ذلك الوقت تعمل لدى والدها كسكرتيرة سرية له وبمثابة «اليد اليمنى». كان لدى توماس اعتزاز وإيمان كبير بابنته، وناقش ابنته بموضوع المساواة منذ أن كانت في الثانية عشرة أو الثالثة عشرة من عمرها. وهكذا ذهبت معه عندما أرسله ديفيد لويد جورج إلى الولايات المتحدة لترتيب توريد الذخيرة للقوات المسلحة البريطانية.
أصبح والدها مدركًا لحالة اكتئاب ابنته، وعلى الرغم من أنها تجاهلت مخاوف والدها، إلا أنه كان على علم بالتوترات في زواجها. في 7 مايو 1915، كانت عائدة من الولايات المتحدة على آر إم إس لوسيتانيا مع والدها وسكرتيره، أرنولد ريس إيفانز، عندما قُصفت في الساعة الثانية وعشر دقائق بواسطة الغواصة الألمانية يو-20. صعد والدها وسكرتيره إلى قارب نجاة منذ أن تم تفجيرهما في البحر، لكنها أمضت فترة طويلة متمسكة بقطعة من لوح خشبي قبل أن تنقذها سفينة الصيد الأيرلندية «بلوبيل»، كما ورد في سيرتها الذاتية عام 1933، هذا كان عالمي. بحلول الوقت الذي أُنقذت فيه ونقلت إلى كوينزتاون، كانت قد فقدت وعيها بسبب انخفاض حرارة الجسم. بعد فترة في المستشفى، قضت عدة أشهر في التعافي في منزل والديها.
خلال الحرب، ساعدت روندا في وضع اللاجئين البلجيكيين في مونماوثشاير ثم وظفتها الحكومة لتشجيع النساء على القيام بأعمال حربية في الصناعات الأساسية، وعلى الأخص في الزراعة. في أوائل عام 1918 تمت ترقيتها إلى كبيرة مراقبي توظيف النساء في وزارة الخدمة الوطنية في لندن لتقديم المشورة بشأن سياسة توظيف النساء، وهي الخبرة التي استخدمتها لاحقا لتحقيق نتائج جيدة.